# Aphelandra diachyla
Aphelandra diachyla är en akantusväxtart som beskrevs av Emery Clarence Leonard. Aphelandra diachyla ingår i släktet Aphelandra och familjen akantusväxter. Inga underarter finns listade i Catalogue of Life.